# Єгошино
Єго́шино (рос. Егошино, марій. Йогошын) — присілок у складі Новотор'яльського району Марій Ел, Росія. Входить до складу Масканурського сільського поселення.

## Населення
Населення — 6 осіб (2010; 7 у 2002).
Національний склад (станом на 2002 рік):
- марійці — 57 %
- росіяни — 43 %